# Liste des souverains de Bozzolo
La seigneurie de Bozzolo est toujours restée, depuis sa création, sous la souveraineté de la Maison Gonzague, en l'occurrence la lignée dite de Sabbioneta et Bozzolo.

Elle a été régie, à peu de chose près, par les souverains de Sabbioneta.
Le premier seigneur de Bozzolo est Charles, deuxième fils du duc de Mantoue Jean François. Il semble que ce dernier ait procédé à un partage de ses fiefs pour l'héritage de ses quatre fils ; son décès surviendra en 1444 :
- Louis, l'aîné, reçoit l'important duché de Mantoue ;
- Charles, le puîné, reçoit, entre autres, les fiefs de Sabbioneta, Bozzolo, Luzzara, Reggiolo ;
- Alexandre, le cadet, reçoit, entre autres, les fiefs de Castiglione, Solférino, Castelgoffredo ;
- Gianlucido, le benjamin, reçoit les fiefs de Volta, Cavriana et Castellaro.

Charles va décéder en 1456. C'est son fils, Ugoletto, qui va lui succéder mais il n'aura pas de descendance. Ses fiefs, tout comme ceux de ses oncles également décédés sans descendance, Gianlucido en 1448 et Alexandre en 1466, vont se retrouver régis par son oncle Louis.

À son tour, Louis va redistribuer ces fiefs entre trois de cinq ses fils (le troisième et le benjamin embrassant la carrière ecclésiastique pour devenir évêques)  :
- Frédéric, l'aîné, va hériter de Mantoue ;
- Jean-François, le puîné, va hériter de Sabbioneta et Bozzolo ;
- Rodolphe, le quatrième, va hériter de Castiglione, Solférino et Luzzara (qu'il partagera ensuite entre ses deux fils).

À partir de ces héritiers, vont se développer quatre lignées relativement indépendantes. Il s'en créera d'autres (Vescovato de toutes pièces par Jean, un jeune frère de Frédéric, Guastalla acquis par Ferdinand, un petit-fils de Frédéric et, plus tard, Nevers par Louis IV de Nevers dont le fils Charles reprendra le flambeau de Mantoue).
En 1703, le duché de Bozzolo, faute d'héritier mâle, va être intégré aux fiefs des Gonzague de Guastalla.
En 1746, Joseph Marie de Guastalla, né idiot et ayant régné sous la tutelle de son ministre Spilimbergo puis de son épouse, décèdera sans descendance. Le duché, comme ceux de Guastalla et Sabbioneta, seront alors rattachés à ceux de Parme et Plaisance entre les mains de Philippe de Bourbon-Parme.

## Les seigneurs de Bozzolo
- 1444-1456 : Charles (1417-1456)

épouse en premières noces en 1437 Lucie d'Este (1419-1437)
épouse en deuxièmes noces en 1445 Ringarda Manfredi de Faenza
- 1456-???? : Ugolotto (1450-????), fils du précédent et de Ringarda

non marié et sans descendance
régence assumée par Louis III de Mantoue (1414-1478), oncle d'Ugolotto
- 1478-1496 : Jean-François (1443-1496), fils de Louis III de Mantoue, cousin d'Ugolotto

épouse en 1479 Antonia del Balzo (1461-1538)
- 1496-1527 : Frédéric (NC-1527), fils des précédents

épouse en 1497 Giovanna Orsini de Pitigliano, sans héritier
- 1527-1539 : Jean-François il Cagnino (ca 1498-1539), neveu du précédent

épouse en 1528 Luiga Pallavicino de Busseto
- 1539-1591 : Prince Vespasien Ier (1531-1591), neveu du précédent, Prince au titre de Sabbioneta

épouse en premières noces en 1549 Diana di Cardona de Giuliana
épouse en deuxièmes noces en 1564 Anna d'Aragon de Sogorb
- 1591-1592 : Prince Pirro (1540-1592), cousin éloigné de Vespasien (Jean-François, l'arrière-grand-père de Vespasien est l'arrière-grand-père de Scipion), Prince au titre de Sabbioneta, obtient le Principat de Bozzolo en 1591 et le cède à son frère Jules César

épouse en 1684 Luigi Carafa, prince de Stigliano, duc de Rocca Mondragone

## Seigneurs et Princes de Bozzolo
note : Le Principat est une dignité et non pas un titre de souveraineté. Les seigneurs restent Seigneurs de Bozzolo mais sont titrés Princes de Bozzolo.
- 1592-1609 : Prince Jules César (1552-1609), frère du précédent, Prince de Bozzolo grâce à son frère

épouse Flaminia Colonna de Castelnuovo, sans descendance
- 1609-1670 : Prince Scipion Ier (1595-1670), neveu du précédent

épouse Maria Mattei de Giove
- 1670-1672 : Prince Ferrante Ier (1643-1672), fils du précédent

non marié et sans descendance
- 1672-1703 : Prince Jean-François Ier (1646-1703), frère du précédent

épouse Rosa Martinengo, sans descendance
- 1703-1714 : Prince Vincent Ier (1634-1714), parent éloigné

épouse en premières noces Porzia Guidi de Bagno et Montebello (NC-1672)
épouse en deuxièmes noces en 1679 Marie Victoire
- 1714-1729 : Prince Antoine Ferdinand (1687-1729), fils du précédent et de Marie Victoire

épouse en 1727 Teodora de Hesse-Darmstadt
- 1729-1746 : Prince Joseph Marie (1690-1746), frère du précédent

épouse en 1731 Éléonore, duchesse de Schleswig-Holstein-Sondenburg, sans descendance

## Arbre de succession des souverains de Bozzolo
```
Jean-François de Mantoue
 (possesseur des terres, non régnant ès qualités)

│
├─>
Charles de Sabbioneta
, seigneur
│  │
│  └─>
Ugolotto de Sabbioneta
, seigneur
│
└─>
Louis III de Mantoue
 dit 
le Turc
 (non régnant, régent entre Ugolotto et Jean-François)

      │
      ├─>
Jean-François de Sabbioneta
, seigneur
      │  │
      │  ├─>
Frédéric
, seigneur
      │  │
      │  ├─>
Louis de Sabbioneta
 non régnant)

      │  │  │
      │  │  ├─>
Jean-François 
il Cagnino
, seigneur
      │  │  │
      │  │  └─>
Louis le Rodomont (non régnant)

      │  │     │
      │  │     └─>
Vespasien I
er
 de Sabbioneta
, seigneur
      │  │
      │  └─>
Pirro de Sabbioneta
 (non régnant)

      │     │
      │     └─>
Carlo de Gazzuolo (non régnant)

      │        │
      │        ├─>
Pirro
, seigneur et Prince
      │        │
      │        ├─>
Jules César
, seigneur et Prince
      │        │
      │        └─>
Ferrante (non régnant)

      │           │
      │           └─>
Scipion I
er
 de Sabbioneta
, seigneur et Prince
      │              │
      │              ├─>
Ferrante I
er
 de Sabbioneta
, seigneur et Prince
      │              │
      │              └─>
Jean-François I
er
 de Sabbioneta
, seigneur et Prince
      │
      6 générations, de père en fils : 
Frédéric I
er
 de Mantoue
,
                       
(non régnants)
  
François II de Mantoue
,
                                       
Ferdinand I
er
 de Guastalla
,
                                       
César I
er
 de Guastalla
,
                                       
Ferdinand II de Guastalla
,
                                       
Andrea de Guastalla
 
                                       │
                                       └─>
Vincent I
er
 de Guastalla
, seigneur et Prince
                                          │
                                          ├─>
Antoine Ferdinand de Guastalla
, seigneur et Prince
                                          │
                                          └─>
Joseph Marie de Guastalla
, seigneur et Prince
```